# Sopka (archeologia)

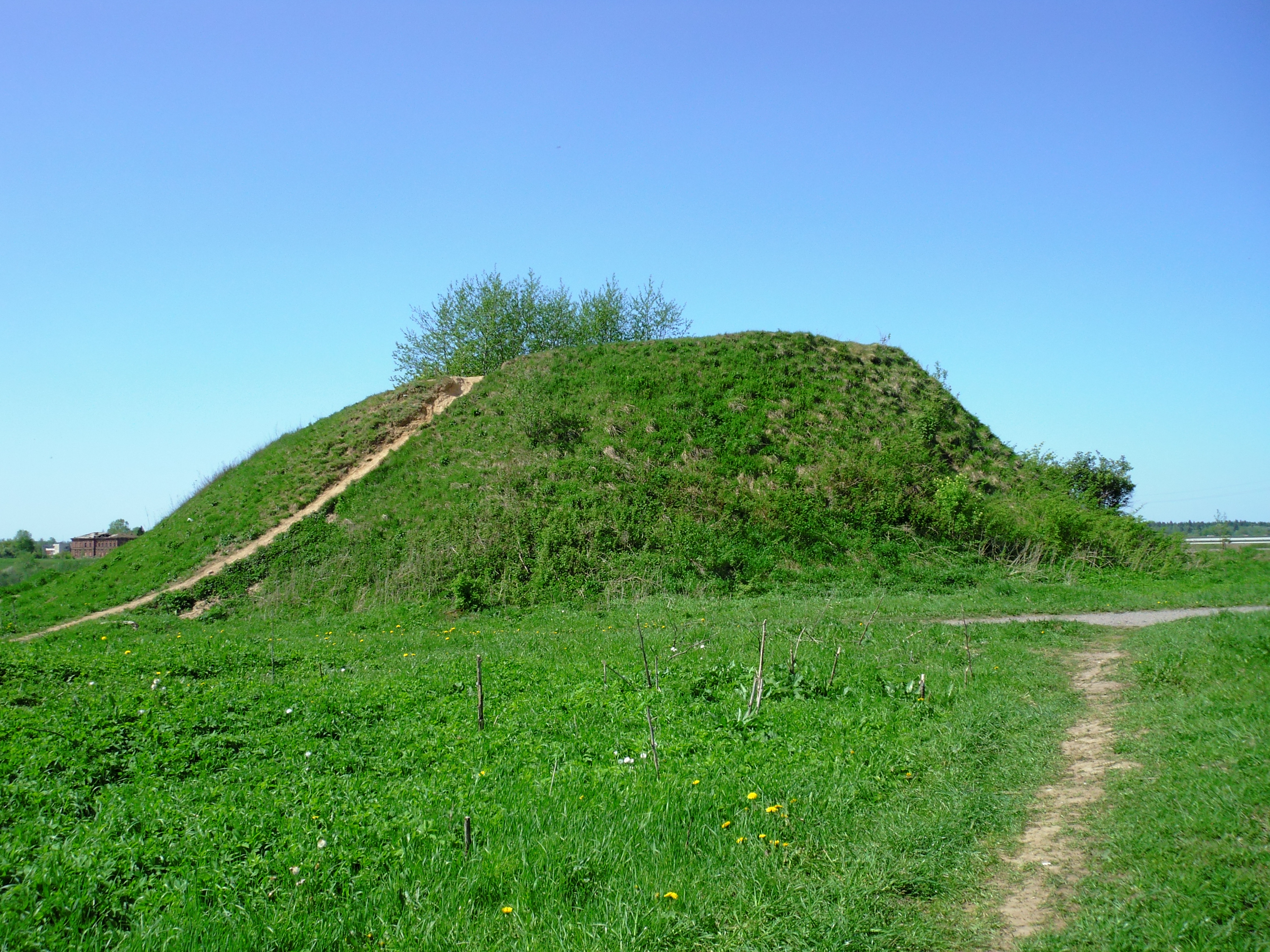
Sopka Chodakowskiego w Starej Ładodze, tzw. Grób Olega

Sopka (ros. сопка) – pochówek, typ zabytku archeologicznego charakterystyczny dla kultury sopek nowogrodzkich. Jest to sztucznie usypane strome wzgórze o wysokości zwykle do 12 m, o płaskim wierzchołku. U podstawy sopki znajdują się głazy i skamieliny po ciałopaleniach lub pozostałości kamiennych konstrukcji. Prawdopodobnie praktyka usypania sopek pojawiła się w VIII wieku w Starej Ładodze i okolicach. W IX–X wieku sopki stały się jednym z elementów kultury Słowienów. W XI wieku zostały wyparte przez groby ziemne.
W większości sopki były wykorzystywane do wielokrotnych rytuałów pogrzebowych. Pozostałe po ciałopaleniach szczątki rozsypywano w pobliżu sopek, rzadziej zbierano je do urny z ceramiki lub kory brzozowej i grzebano obok sopki, spotykane są szczątki również wewnątrz kopca – zarówno ludzkie, jak zwierzęce (konie lub inne zwierzęta domowe i dzikie). Znaleziono nieliczne artefakty typu biżuteria, artykuły gospodarstwa domowego, narzędzia, broń. Wewnątrz niektórych sopek odkryto konstrukcje kamienne.
Każdy kolejny pochówek w sopce przykrywano warstwą ziemi, tworząc w ten sposób następne kondygnacje. W jednej sopce mogło znaleźć się ponad dziesięć pochówków – na kolejnych poziomach, dokonanych w różnym czasie. Etapy powstawania sopki można prześledzić po tym, że między kolejnymi kondygnacjami znajdują się międzywarstwy z popiołu, węgla i zakopanej murawy.
Ponieważ wzniesienie sopki wymagało dużych kosztów pracy, uważa się, że społeczeństwo, które praktykowało ten rodzaj grzebania zmarłych, miało potencjał gospodarczy, oraz że w tym społeczeństwie istniała warstwa uprzywilejowana, dla której sopka była potwierdzeniem jej prestiżu i pozycji. Ponadto zdaniem części badaczy sopki były też elementem lokalnego kultu religijnego.